# Paweł Bochniewicz
Paweł Bochniewicz (ur. 30 stycznia 1996 w Dębicy) – polski piłkarz grający na pozycji obrońcy w holenderskim klubie Sc Heerenveen oraz w reprezentacji Polski.

## Kariera klubowa

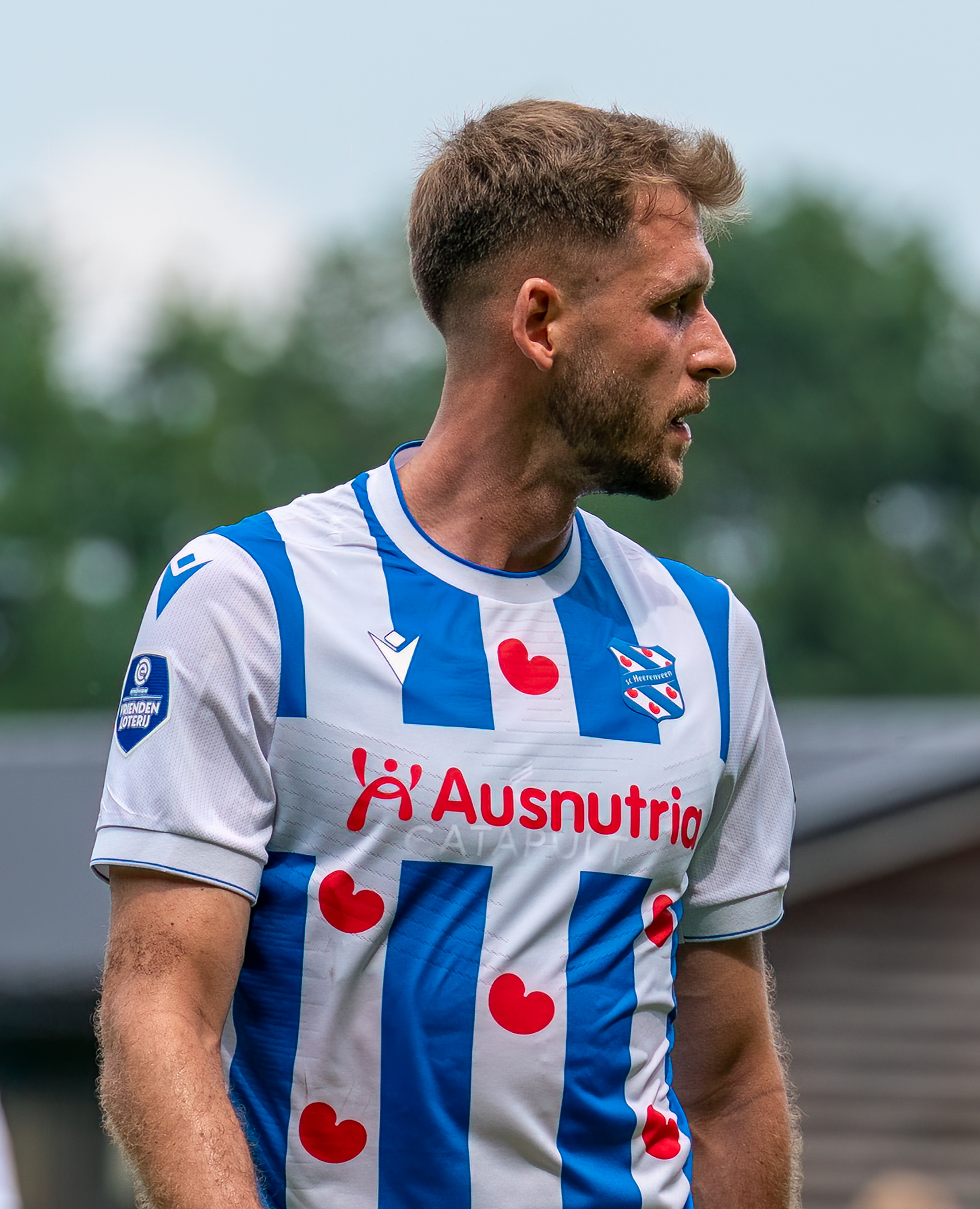
Paweł Bochniewicz w 2023 podczas meczu towarzyskiego.

Paweł Bochniewicz jest wychowankiem Wisłoki Dębica, skąd w wieku 14 lat przeniósł się do Stali Mielec. W 2012 roku został zawodnikiem włoskiej Regginy Calcio. Jako zawodnik „Amaranto” zagrał w 11 meczach Serie B. W 2014 roku został wykupiony za ponad milion euro przez Udinese Calcio. W barwach „Zebrette” 30 listopada 2017 w meczu 4. rundy Pucharu Włoch. Łącznie w seniorskiej drużynie Udinese zagrał w dwóch meczach.
W 2015 roku został wypożyczony do drugiego zespołu Granady CF, jako zawodnik rezerw „Nazaríes” wystąpił w 46 meczach. W sierpniu 2018 roku został wypożyczony do Górnika Zabrze. 5 lipca 2019 został wykupiony przez „Górników”. 10 września 2020 został ogłoszony zawodnikiem sc Heerenveen. 12 września 2020 zadebiutował w meczu jako zawodnik „Dumy Fryzji”.

## Kariera reprezentacyjna
Reprezentował Polskę w klasach wiekowych U-17, U-18, U-19, U-20 i U-21. Pierwszym nietowarzyskim meczem międzynarodowym, w którym wystąpił Bochniewicz był rozegrany 9 października 2014 w ramach eliminacji do Mistrzostw Europy U-19 w Piłce Nożnej 2015 przeciwko reprezentacji Mołdawii U-19. 
24 sierpnia 2020 został powołany na mecze pierwszej reprezentacji Polski z Holandią i Bośnią i Hercegowiną, jednak nie wystąpił w żadnym z nich. 7 października 2020 zadebiutował w meczu towarzyskim z Finlandią, zmieniając w przerwie Sebastiana Walukiewicza. W listopadzie 2020 zagrał w kolejnym meczu towarzyskim, z Ukrainą, po raz pierwszy wychodząc w wyjściowym składzie. Mecz rozegrał w pełnym wymiarze czasowym.

## Statystyki kariery

### Reprezentacyjne
(aktualne na dzień 17 listopada 2023)
| Reprezentacja | Rok     | Mecze | Bramki |
| ------------- | ------- | ----- | ------ |
| Polska        | 2020    | 2     | 0      |
| Polska        | 2023    | 1     | 0      |
| Ogólnie       | Ogólnie | 3     | 0      |

| Mecze i gole w reprezentacji | Mecze i gole w reprezentacji | Mecze i gole w reprezentacji | Mecze i gole w reprezentacji | Mecze i gole w reprezentacji | Mecze i gole w reprezentacji | Mecze i gole w reprezentacji |
| Lp.                          | Data                         | Miasto                       | Przeciwnik                   | Gol                          | Wynik                        | Rozgrywki                    |
| ---------------------------- | ---------------------------- | ---------------------------- | ---------------------------- | ---------------------------- | ---------------------------- | ---------------------------- |
| 1.                           | 07.10.2020                   | Gdańsk                       | Finlandia                    |                              | 5:1                          | towarzyski                   |
| 2.                           | 11.11.2020                   | Chorzów                      | Ukraina                      |                              | 2:0                          | towarzyski                   |
| 3.                           | 17.11.2023                   | Warszawa                     | Czechy                       |                              | 1:1                          | el. ME 2024                  |